# Fernando Giménez
Fernando Augusto Giménez Solís, né le 10 juillet 1984 à Coronel Oviedo au Paraguay, est un footballeur international paraguayen, qui évolue au poste de milieu de terrain.

## Biographie
Fernando Giménez évolue au sein de trois championnats : au Paraguay, en Équateur, et au Chili. Le 23 juillet 2011, il inscrit avec le CS Emelec, un triplé au sein du championnat d'Équateur, contre l'équipe d'Imbabura SC (victoire 5-0).
Avec le CS Emelec, Fernando Giménez dispute près de 100 matchs en Copa Libertadores et en Copa Sudamericana. Il est quart de finaliste de la Copa Sudamericana en 2014. Le 8 mars 2016, il inscrit avec le CS Emelec un doublé en Copa Libertadores, contre le club paraguayen de l'Olimpia Asuncion (match nul 2-2).
Fernando Giménez reçoit une sélection en équipe du Paraguay, le 25 avril 2012, en amical contre le Guatemala (victoire 0-1).

## Palmarès
- Champion d'Équateur en 2013, 2014 et 2015 avec le CS Emelec